# 장흥 석대들 전적
장흥 석대들 전적(長興 石臺들 戰蹟)은 대한민국 전라남도 장흥군 장흥읍 남외리에 있는 조선시대의 동학전적지이다. 2009년 5월 11일 대한민국의 사적 제498호로 지정되었다.

## 개요
장흥석대들전적지는 동학농민혁명의 최대·최후 격전지이자 당시 강진현(현 강진군 강진읍, 국도1호선)과 전라병마절도사영(현 강진군 병영면), 벽사역(현 장흥읍 원도리 방면), 장흥도호부(현장흥읍성 남문, 장흥읍 동동리), 자울재(현 장흥읍과 용산면 경계의 고개)를 지나는 길목에 위치한 지리적 요충지로서 동학농민혁명군과 관군사이에 많은 사상자를 낳게한 전적지이다.
특히 장흥 석대들 전투는 동학농민 혁명과정에서 전봉준을 중심으로 하는 농민군 주력과는 별개로 이루어진 전투로 전봉준을 비롯한 지도부가 모두 체포된 이후에도 항전이 계속되었다는 것을 보여주는 중요한 유적지로서, 동학농민전쟁의 전체적 현황을 파악하는데 중요한 유적지이며 반외세·반봉건을 지향한 민족·민주운동의 역사적인 장소이다.
장흥석대들전적지는 정읍황토현전적지(사적 제295호)와 공주우금치전적지(사적 제387호), 그리고 장성황룡전적지(사적 제406호)와 더불어 동학농민전쟁 4대 전적지로서 역사적, 학술적 가치가 뛰어나고 기 지정된 전적지와 비교 연구할 수 있는 학술적 가치를 지니고 있다.

## 명칭 변경
원래 이름은 '장흥석대들전적지'였으나, 2011년 현재의 명칭으로 변경되었다.

## 같이 보기
- 동학 농민 운동

## 참고 자료
- 장흥 석대들 전적 - 국가유산청 국가유산포털